# Кампо ел Тринкете, Санта Елена II (Наволато)
Кампо ел Тринкете, Санта Елена II (шп. Campo el Trinquete, Santa Elena II) насеље је у Мексику у савезној држави Синалоа у општини Наволато. Насеље се налази на надморској висини од 10 м.

## Становништво
Према подацима из 2010. године у насељу су живела 4 становника.

### Хронологија
| Година       | 2000            | 2010 |
| ------------ | --------------- | ---- |
| Становништво | 324 (161 / 163) | 4    |

### Попис
| # | Индикатор                     | Вредност |
| - | ----------------------------- | -------- |
| 1 | Укупно домаћинстава           | 216      |
| 2 | Укупно насељених домаћинстава | 1        |
| 3 | Величина локације             | 1        |